# هاينر هوفمان
هاينر هوفمان (بالألمانية: Heiner Hoffmann)‏ هو دراج ألماني، ولد في 29 أبريل 1915 في هسن في ألمانيا. شارك في الألعاب الأولمبية الصيفية 1936 في برلين ممثلاً ألمانيا النازية، وحصد المركز الرابع في سباق الدراجات على المضمار. لقي هوفمان مصرعه قتيلاً في إحدى المعارك في أواخر الحرب العالمية الثانية في 27 أبريل 1945.

## وصلات خارجية
- هاينر هوفمان على موقع أرشيف الدراجات (الإنجليزية)
- هاينر هوفمان على موقع أوليمبيديا (الإنجليزية)